# 김대진 (1969년)
김대진(金大珍, 1969년 1월 29일 ~ )은 대한민국의 정치인이다. 제주특별자치도의원을 지냈다. 

## 학력
- 서귀북국민학교 졸업
- 서귀포중학교 졸업
- 서귀포고등학교 졸업
- 제주대학교 축산학과 졸업
- 제주대학교 경영대학원 경영학과 졸업(경영학 석사)

## 경력
- 사회복지사 2급
- 제주대학교 총대의원회 홍보부장
- 서귀포중학교 축구부 후원회 사무국장
- 통합민주당 제주도당 청년위원장
- 서귀포고등학교 총동창회 사무국장
- 김재윤 국회의원 비서관
- 더불어민주당 정책위원회 부의장
- 더불어민주당 제주도당 청년위원장
- 서귀포시 장애인 태권도협회 부회장
- 제주 4·3유족회 회원
- 서귀포 라이온스클럽 회원
- 2020.04 ~ 2022.06 제11대 제주특별자치도의회 의원
  - 2020.04 ~ 2020.07 제11대 제주특별자치도의회 전반기 보건복지안전위원회 위원
  - 2020.07 ~ 2022.06 제11대 제주특별자치도의회 후반기 보건복지안전위원회 위원
  - 2020.07 ~ 2022.06 제11대 제주특별자치도의회 후반기 예산결산특별위원회 위원
  - 2020.10 ~ 2022.06 제11대 제주특별자치도의회 4.3특별위원회 부위원장
- 2022.07 ~ : 제12대 제주특별자치도의회 의원
  - 2022.07 ~ 2024.06: 제12대 제주특별자치도의회 전반기 부의장
  - 2022.07 ~ 2024.06: 제11대 제주특별자치도의회 전반기 교육위원회 위원
  - 제12대 제주특별자치도의회 후반기 문화관광체육위원회 위원
  - 제12대 제주특별자치도의회 후반기 예산결산특별위원회 위원

## 수상
- 1999 국민의 정부 김대중 총재 표창

## 역대 선거 결과
|  | 54.25% |

|  | 56.76% |

|  | 54.94% |